# توبياس فينك
توبياس فينك (بالألمانية: Tobias Fink)؛ (11 ديسمبر 1983 في ألمانيا - ) هو لاعب كرة قدم ألماني في مركز الدفاع. لعب مع إنغولشتات 04 و‌فورتونا كولن و‌يان ريغينسبورغ وSV Wacker Burghausen ‏.

## وصلات خارجية
- توبياس فينك على موقع قاعدة بيانات كرة القدم.إي يو (الإنجليزية)
- توبياس فينك على موقع بيانات كرة القدم. دي إي (الألمانية)
- توبياس فينك على موقع عالم كرة القدم.نت (الإنجليزية)